# Fluor (bedrijf)
Fluor Corporation is een Amerikaans bouwbedrijf genoteerd aan de New York Stock Exchange. Het hoofdkantoor is gevestigd in Irving, maar Fluor heeft vestigingen in 25 landen over de hele wereld. In België heeft het een vestiging in Antwerpen, en in  Nederland vestigingen in Bergen op Zoom, Hoofddorp en Poortugaal. Wereldwijd zijn er zo'n 40.000 mensen in dienst.

## Activiteiten
Klanten van Fluor zijn onder andere te vinden in de olie-, gas-, energie-, chemische en petrochemische industrie, bij overheden, bij telecommunicatie en infrastructurele projecten. Fluor is ook actief in de energietransitiemarkt, op het gebied van waterstof generatie en CO2 afvang. De diensten aan de olie- en gasindustrie zijn verreweg het meest omvangrijk en maken ongeveer de helft van de totale jaaromzet uit. Belangrijke klanten zijn ExxonMobil en de Amerikaanse overheid.

## Geschiedenis
Fluor is opgericht in 1912 als de Fluor Construction Company en bleef tot 1930 binnen Californië actief. In de beginjaren bouwde het expertise op in de olie- en gasindustrie en werd al snel een belangrijke speler bij het bouwen van raffinaderijen. In de jaren 40 werden de eerste internationale contracten aangegaan in Canada, Venezuela, en Saoedi-Arabië, waarna in de jaren 50 de bouw van kerncentrales werd aangenomen. In 1957 kreeg het bedrijf een beursnotering aan de New York Stock Exchange.
In de jaren 70 werd de Daniel International Corporation aangekocht waarna de naam werd veranderd in Fluor Daniel. De naam werd overigens weer terugveranderd in Fluor in 2004. In Nederland werd Fluor actief in de jaren 60 door aankoop van een ingenieursbureau in Haarlem. Het bedrijf was medio jaren 1970 betrokken bij de bouw van de Trans-Alaska-pijpleiding. In 2006 verhuisde het hoofdkantoor naar Irving in de staat Texas.
In december 2015 nam Fluor Stork Technical Services, actief op het gebied van onderhoud van industriële installaties in de olie- en gasindustrie, over. Fluor betaalde hiervoor 695 miljoen euro. Fluor voegt de eigen divisie Operations & Maintenance met 4000 medewerkers toe aan Stork. Het uitgebreide Stork telt dan 19.000 werknemers en behaalt een jaaromzet van 2,1 miljard euro. Het hoofdkantoor van de nieuwe onderneming blijft in Nederland. In september 2023 vond Fluor een koper voor de activiteiten van Stork in België, Nederland en Duitsland. Het Duitse Bilfinger SE neemt deze onderdelen over. De bedrijfsonderdelen behalen een jaaromzet van ongeveer 500 miljoen euro en bieden werk aan ruim 2700 vaste medewerkers, waarvan ruim 2000 in Nederland. De transactie moet nog worden goedgekeurd en kan in het eerste halfjaar van 2024 worden afgerond.